# Tick-Tock (Albina)
Tick-Tock är en engelsk- och kroatiskspråkig poplåt av den kroatiska sångerskan Albina. Den 13 februari 2021 vann Albina den kroatiska nationella musiktävlingen Dora med "Tick-Tock" och blev därmed Kroatiens bidrag i Eurovision Song Contest 2021 den 18 maj 2021 i nederländska Rotterdam. Bidraget gick inte idare från semifinalen.